# I'm in Love (I Wanna Do It)
I'm in Love (I Wanna Do It) è un singolo del produttore italiano Alex Gaudino, pubblicato il 19 settembre 2010 come primo estratto dal secondo album in studio Doctor Love.
Il brano, scritto da Alex Gaudino, Giuseppe D'Albenzio e Tim Powell e prodotto da Gaudino e Jason Rooney, vede la partecipazione, non accreditata, della cantante Maxine Ashley per la componente vocale.

## Tracce
CD-Single Ministry Of Sound (505249831792 (Warner) / EAN 5052498317929)
1. I'm In Love (I Wanna Do It) (Full Vocal Radio Edit) – 2:50
2. I'm In Love (I Wanna Do It) (Vocal Club Mix) – 8:03

Download digitale
1. I'm In Love (I Wanna Do It) (Radio Edit) – 3:37

## Classifiche
| Classifiche (2010) | Posizione massima |
| ------------------ | ----------------- |
| Belgio (Fiandre)   | 25                |
| Belgio (Vallonia)  | 56                |
| Irlanda            | 44                |
| Paesi Bassi        | 46                |
| Regno Unito        | 10                |